# Сабрі Сариоглу
Сабрі Сариоглу (тур. Sabri Sarıoğlu, нар. 26 липня 1984, Самсун) — турецький футболіст, півзахисник, захисник, останнім клубом якого був «Гезтепе».
Насамперед відомий виступами за «Галатасарай», у складі якого — шестиразовий чемпіон Туреччини і дворазовий володар Кубка Туреччини, а також національну збірну Туреччини, з якою дійшов півфіналу чемпіонату Європи 2008 року.

## Клубна кар'єра
Народився 26 липня 1984 року в місті Самсун. Вихованець юнацьких команд футбольних клубів «Єні Езкарталспор» та «Галатасарай».
У дорослому футболі дебютував 2001 року виступами за команду клубу «Галатасарай», в якій провів шістнадцять сезонів, взявши участь у 357 матчах чемпіонату.  Більшість часу, проведеного у складі «Галатасарая», був основним гравцем команди. За цей час шість разів виборював титул чемпіона Туреччини, двічі ставав володарем Кубка Туреччини.
2017 року став гравцем клубу «Гезтепе», відіграв протягом наступного сезону за команду з передмістя Ізміра 29 матчів в національному чемпіонаті, після чого став вільного агента.

## Виступи за збірні
1999 року дебютував у складі юнацької збірної Туреччини, взяв участь у 84 іграх на юнацькому рівні, відзначившись 16 забитими голами.
З 2003 по 2006 рік залучався до складу молодіжної збірної Туреччини. На молодіжному рівні зіграв у 42 офіційних матчах, забив 11 голів.
Протягом 2006–2011 років взяв участь у 44 офіційних матчах за національну збірну Туреччини, забивши 2 голи.
У складі збірної був учасником чемпіонату Європи 2008 року в Австрії та Швейцарії, де турецька команда дійшла півфіналу. Сабрі провів на мундіалі чотири гри — дві на груповому етапі, а також матчі чвертьфіналу і півфіналу.

## Статистика виступів

### Статистика клубних виступів
| Сезон                   | Команда                 | Чемпіонат               | Чемпіонат | Чемпіонат | Національний кубок | Національний кубок | Національний кубок | Континентальні кубки | Континентальні кубки | Континентальні кубки | Інші змагання | Інші змагання | Інші змагання | Усього | Усього |
| Сезон                   | Команда                 | Ліга                    | Ігор      | Голів     | Ліга               | Ігор               | Голів              | Ліга                 | Ігор                 | Голів                | Ліга          | Ігор          | Голів         | Ігор   | Голів  |
| ----------------------- | ----------------------- | ----------------------- | --------- | --------- | ------------------ | ------------------ | ------------------ | -------------------- | -------------------- | -------------------- | ------------- | ------------- | ------------- | ------ | ------ |
| 2001–02                 | «Галатасарай»           | 1Л                      | 0         | 0         | КТ                 | 0                  | 0                  | ЛЧ                   | 0                    | 0                    | -             | -             | -             | 0      | 0      |
| 2002–03                 | «Галатасарай»           | 1Л                      | 3         | 0         | КТ                 | 0                  | 0                  | ЛЧ                   | 0                    | 0                    | -             | -             | -             | 3      | 0      |
| 2003–04                 | «Галатасарай»           | 1Л                      | 31        | 4         | КТ                 | 2                  | 0                  | ЛЧ+КУЄФА             | 7+2                  | 1+0                  | -             | -             | -             | 42     | 5      |
| 2004–05                 | «Галатасарай»           | 1Л                      | 31        | 1         | КТ                 | 4                  | 0                  | -                    | -                    | -                    | -             | -             | -             | 35     | 1      |
| 2005–06                 | «Галатасарай»           | СЛ                      | 21        | 3         | КТ                 | 4                  | 1                  | КУЄФА                | 1                    | 0                    | -             | -             | -             | 26     | 4      |
| 2006–07                 | «Галатасарай»           | СЛ                      | 30        | 2         | КТ                 | 6                  | 1                  | ЛЧ                   | 8                    | 1                    | СКТ           | 1             | 0             | 45     | 4      |
| 2007–08                 | «Галатасарай»           | СЛ                      | 22        | 1         | КТ                 | 6                  | 0                  | КУЄФА                | 6                    | 0                    | -             | -             | -             | 34     | 1      |
| 2008–09                 | «Галатасарай»           | СЛ                      | 25        | 0         | КТ                 | 5                  | 0                  | ЛЧ+КУЄФА             | 1+8                  | 0+1                  | СКТ           | 1             | 0             | 40     | 1      |
| 2009–10                 | «Галатасарай»           | СЛ                      | 24        | 1         | КТ                 | 1                  | 0                  | ЛЄ                   | 10                   | 1                    | -             | -             | -             | 35     | 2      |
| 2010–11                 | «Галатасарай»           | СЛ                      | 23        | 0         | КТ                 | 4                  | 0                  | ЛЄ                   | 2                    | 0                    | -             | -             | -             | 29     | 0      |
| 2011–12                 | «Галатасарай»           | СЛ                      | 23+4      | 1         | КТ                 | 2                  | 0                  | -                    | -                    | -                    | -             | -             | -             | 29     | 1      |
| 2012–13                 | «Галатасарай»           | СЛ                      | 16        | 0         | КТ                 | 2                  | 0                  | ЛЧ                   | 4                    | 0                    | СКТ           | 0             | 0             | 22     | 0      |
| 2013–14                 | «Галатасарай»           | СЛ                      | 24        | 0         | КТ                 | 6                  | 1                  | ЛЧ                   | 0                    | 0                    | СКТ           | 0             | 0             | 30     | 1      |
| 2014–15                 | «Галатасарай»           | СЛ                      | 25        | 0         | КТ                 | 6                  | 1                  | ЛЧ                   | 0                    | 0                    | СКТ           | 0             | 0             | 31     | 1      |
| 2015–16                 | «Галатасарай»           | СЛ                      | 27        | 0         | КТ                 | 7                  | 0                  | ЛЧ+ЛЄ                | 6+2                  | 0+1                  | СКТ           | 1             | 0             | 43     | 1      |
| 2016–17                 | «Галатасарай»           | СЛ                      | 28        | 1         | КТ                 | 6                  | 1                  | -                    | -                    | -                    | СКТ           | 0             | 0             | 34     | 2      |
| Усього за «Галатасарай» | Усього за «Галатасарай» | Усього за «Галатасарай» | 353+4     | 14        |                    | 61                 | 5                  |                      | 57                   | 5                    |               | 3             | 0             | 478    | 24     |
| 2017–18                 | «Гезтепе»               | СЛ                      | 23        | 0         | КТ                 | 0                  | 0                  | -                    | -                    | -                    | -             | -             | -             | 23     | 0      |
| Усього за кар'єру       | Усього за кар'єру       | Усього за кар'єру       | 380       | 14        |                    | 61                 | 5                  |                      | 57                   | 5                    |               | 3             | 0             | 501    | 24     |

## Титули і досягнення
- Чемпіон Туреччини (6):

«Галатасарай»: 2001-2002, 2005-2006, 2007-2008, 2011-2012, 2012-2013, 2014-2015
- Володар Кубка Туреччини (2):

«Галатасарай»: 2004-2005, 2013-2014